# Давид II (царь картвелов)
Давид II (груз. დავით II; умер 937 год) — царь картвелов и правитель Тао-Кларджети из династии Багратионов с 923 по 937 год. Эристави между 897—923 годами.

## Биография
Старший сын и преемник Адарнасе IV. Владение Давида был ограничен Квели-Джавахети и Нижний Тао, поскольку основные земли Внутренней Иберии (Шида-Картли) находились под контролем Абхазии. Несмотря на его царский титул, и в отличие от своего отца, Давид не носил традиционного высокого византийского титула куропалата, который был передан императором младшему брату Давида Ашот II. В результате влияние и престиж Давида были омрачены влиянием его младшего брата Ашота II. Как свидетельствует «Об управлении империей» Константина Порфирогенита, у Давида был только титул магистра, который он разделял со своим родственником Гургеном II, князя Верхнего Тао. Гурген II, князь верхнего Тао, и Давид решительно выступили против византийского захвата города Артануджи, владычества родственника Гургена, Ашота Кискаси, князя Кларджетии. Во время конфликта Давид даже арестовал византийского полномочного представителя патрикия Константа, который был отправлен для назначения Гургена в качестве магистра и привлечения брата Давида Ашота для инвестиций в качестве куропалата.
Давид умер бездетным, его сменил его брат Сумбат I.